# Іспанська Ост-Індія
14°35′00″ пн. ш. 121°00′00″ сх. д. / 14.58333333° пн. ш. 121° сх. д.
Іспанська Ост-Індія (ісп. Indias Orientales Españolas) — термін, який використовується для позначення іспанських колоній в азійсько-тихоокеанському регіоні. З 1565 по 1821 роки вони були частиною віце-королівства Нова Іспанія і управлялися з Мехіко; після того, як Мексика здобула незалежність, ними почали керувати безпосередньо з Мадрида. В результаті іспансько-американської війни 1898 року більшість тихоокеанських островів, які належали Іспанії, перейшли під контроль США, решта островів були продані Німеччині за умовами німецько-іспанського договору 1899 року.
Король Іспанії традиційно називав себе «королем східних і західних Індій» (ісп. Rey de las Indias orientales y occidentales).

## Управління колоніями
Королівським декретом від 5 травня 1583 року для управління Іспанською Ост-Індією в Манілі була заснована Аудіенсія (ісп. Audiencia y Chancillería Real de Manila en las Filipinas) і введений пост генерал-губернатора Філіппін. В адміністративному плані вони входили до віце-королівства Нова Іспанія, і тому всі їх листування з Мадридом проходили через Мехіко.
До Іспанської Ост-Індії входили наступні території:
- Генерал-капітанство Філіппіни (1565–1898)
- Палау (1574–1899)
- частина Сулавесі і Молукків (1580–1663)
- Іспанська Формоза (1626–1642)
- Маріанські острови (1667–1899)
- Каролінські острови (1686–1899)
- Маршаллові Острови (1874–1885).